# Сан Джермано дей Беричи
Сан Джерма̀но дей Бѐричи (на италиански: San Germano dei Berici; на венециански: San Zerman, Сан Дзерман) е село в Северна Италия, община Вал Лиона, провинция Виченца, регион Венето. Разположено е на 90 m надморска височина.